# Boletín de la Academia de Ciencias Naturales y Artes de Barcelona
El Boletín de la Academia de las Ciencias Naturales y Artes de Barcelona va ser una publicació periòdica editada per l'Acadèmia de ciències i arts de Barcelona entre 1840 i 1842. Tenia la funció de difondre la informació i els coneixements sobre els que parlaven els socis de l'Acadèmia en les trobades que celebraven. Els membres discutien sobre temes relacionats amb les ciències naturals i l'art. La publicació recull informació d'actes contemporanis a aquella època i d'anys previs a la seva creació.
L'Acadèmia de ciències i arts de Barcelona va ser creada el dia 18 de gener 1764, en la Conferència de física experimental i va ser impulsada per les mateixes persones il·lustres que formaven part de la conferència. El primer número del Butlletí explica el motiu de la seva creació, a més de l'origen de l'Acadèmia: “Sacar del atraso y abandono en que yacían las ciencias naturales y exactas en esta capital y hacer prosperar con ella su estudio, venciendo todos los obstáculos que a tan laudable objeto se opusieron” ... “La más grave de las causas que han contribuido al atraso de las ciencias naturales, y cuyo influjo no podía quedar por largo tiempo desconocido, es sin duda la especie de separación o aislamiento de los diversos sabios que se dedican a su cultivo. En efecto, luego que por varios motivos, y principalmente por el desuso tal vez injusto en que cayó la lengua latina, se dividió la numerosa familia enlazados por una mutua continua correspondencia” ... “La Academia ha hecho los mayores esfuerzos y cree haber lograda ya sus deseos de poder publicar un periódico, que, aunque por de pronto no poder competir en mérito con otros de su clase que hace tiempo salen a la luz pública, no dejará de ofrecer a la Nación un positivo interés, y facilitará a la Corporación los medios de llegar al nivel de las más adelantadas en la carrera de las ciencias naturales y exactas, que es uno de los objetivos más importantes que se propone”. Acadèmia de ciències naturals i arts de Barcelona, Boletín de la Academia de Ciencias Naturales y artes de Barcelona (1840 - 1842), Barcelona, 1 d'abril 1840, pg. 5, 6, 7,8.
Cada butlletí està format per dos plecs en quart d'impressió en trenta-dues columnes. Es van realitzar un total de setze números. Els sis primers van ser publicats des d'Abril fins a Desembre de 1840 d'una forma mensual, com s'havia plantejat prèviament. L'any 1841, amb també sis números publicats, i l'any 1842, amb només amb quatre números, no es troben datats, i es van publicar d'una forma irregular. S'imprimia els exemplars suficients pel nombre de socis i es repartien per alguns punts del territori espanyol.
Les seccions del Butlletí es troben distribuïdes de la següent manera: en primer lloc les Actes de l'Acadèmia. Són l'extracte de les actes de les sessions fetes després de l'última publicació, es dona una curta notícia de les memòries del què es va llegir o presentar. El segon apartat es titula Col·lecció de Memòries i recull memòries senceres de socis llegides en sessions de l'Acadèmia. Que és seguit del resultat de les sessions o comissions. A continuació, en cas que algun soci hagués mort, se li feia menció i s'escrivia un breu sobre la seva vida. Seguit per l'apartat Bibliografia, on es trobaven les notícies analítiques de les obres que es presenten al cos, i la indicació dels títols. Per acabar, l'apartat de Varietats. On es reserven notícies de curta extensió relacionades amb nous invents i coneixements que poden resultar una millora, i finalment certes notes relacionades amb secrets d'oficis i arts.
En la contraportada de cada publicació s'indica el preu de subscripció del trimestre. En el seu inici costava de 6 reals a Barcelona i fora de ciutat 8 reals. La subscripció de l'any 1842 va passar a costar 24 reals a Barcelona i 32 reals fora de la ciutat. En aquesta última pàgina apareix el nom de la llibreria de les ciutats en què la gent es podia subscriure.
- Barcelona - Veguer, carrer Ancha, nº. 69
- Cadis - Moraleda
- Madrid - Dené, Hidalgo y Compañia. carrer de la Montera
- Pamplona - Longas
- Sevilla - Sevillano
- València - Diario Mercantil
- Saragossa - Yagüe

Finalment, s'informa que els socis Don José Arnau i Don Marià de la Pau Graells són els encarregats de rebre l'import de les subscripcions. Els plecs eren impresos a la impremta de Don Antonio Bergnes, a Barcelona. Com a curiositat, en alguns números de la publicació apareix una advertència informant que alguns socis havien de pagar l'import del Butlletí si volien continuar rebent-lo.
Durant els dos anys que va existir el Butlletí, va haver-hi dos presidents de l'Acadèmia de ciències i arts de Barcelona. En primer lloc Raimon Fors i Cornet, de 1839 a 1840. Agustí Yáñez i Girona va ser el successor, i va ocupar el càrrec de 1841 a 1842.
En els números publicats hi ha memòries i col·laboracions de molts dels socis de l'Acadèmia: D. Pantaleon Arriete, D. Josep Antoni Llobet, Don Joan Agell Torrents, D. Francesc Paradaltas, Dr. Fèlix Janer, Tomàs Balvey, D. Francisco Batalles Català, Dr. Raimon Flors, D. Onofre Jaime Novellas, D. José Arnau, Dr. Grateloup, Dr. D. Mariano de la Paz Graells, Antoni Elias, Narcís Vidal, Mariano de Sans, Pere Vieta, Ramon de Sabater y de Altarriba, Joan Agell i Torrents i Carlos Martí són homes que van publicar en el Butlletí, o que es va parlar sobre els seus descobriments en alguna conferència de l'Acadèmia i apareixen citats.

## Webgrafia
- Boletín de la Academia de Ciencias Naturales y Artes de Barcelona a l'Arxiu de Revistes Catalanes Antigues (ARCA)